# Kroatiskt kallblod
Kroatiskt kallblod (kroatiska: Hrvatski hladnokrvnjak), ibland kallat jugoslaviskt kallblod, är en tung hästras av kallblodstyp som utvecklats i Kroatien. Rasen är vänlig och lugn men väldigt stark. Mekaniseringen av jordbruken har lett till att rasen numera främst används till köttproduktion och bara till en viss mån till körning. 

## Historia
Det kroatiska kallblodet utvecklades under början av 1800-talet med en bas på tyska och belgiska arbetshästar. De kroatiska uppfödarna hade redan utvecklat en varmblodshäst, det kroatiska varmblodet men bönderna efterfrågade en häst som klarade av jordbruksarbete istället för ridning. De kroatiska varmbloden korsades med de importerade kallblod för att få en kraftigare häst. 
För att ge ytterligare massa till hästarna korsade man in fler kallblodshästar, bland annat Percheron som har en blodslinje till det arabiska fullblodet. Mer belgiskt blod tillfördes hästarna från bland annat Brabanthästar och Ardenner. Även Norikerhäst kan ha ingått i rasen.
Rasen etablerades runt år 1820 och fick en egen stambok. Efter andra världskriget var häststammen väldigt liten och mekaniseringen av jordbruken efter mitten av 1900-talet ledde till att rasen snabbt minskade till katastrofalt lågt antal. Idag föds rasen mest upp för köttproduktion men några bönder satsar fortfarande på rasen inom jordbruket och några hängivna anhängare till rasen försöker rädda den genom att korsa den med varmblod för att få en lättare körhäst. Idag finns ca 360 kroatiska kallblod, de flesta i Kroatien och sydöstra Europa men även i övriga Europa.

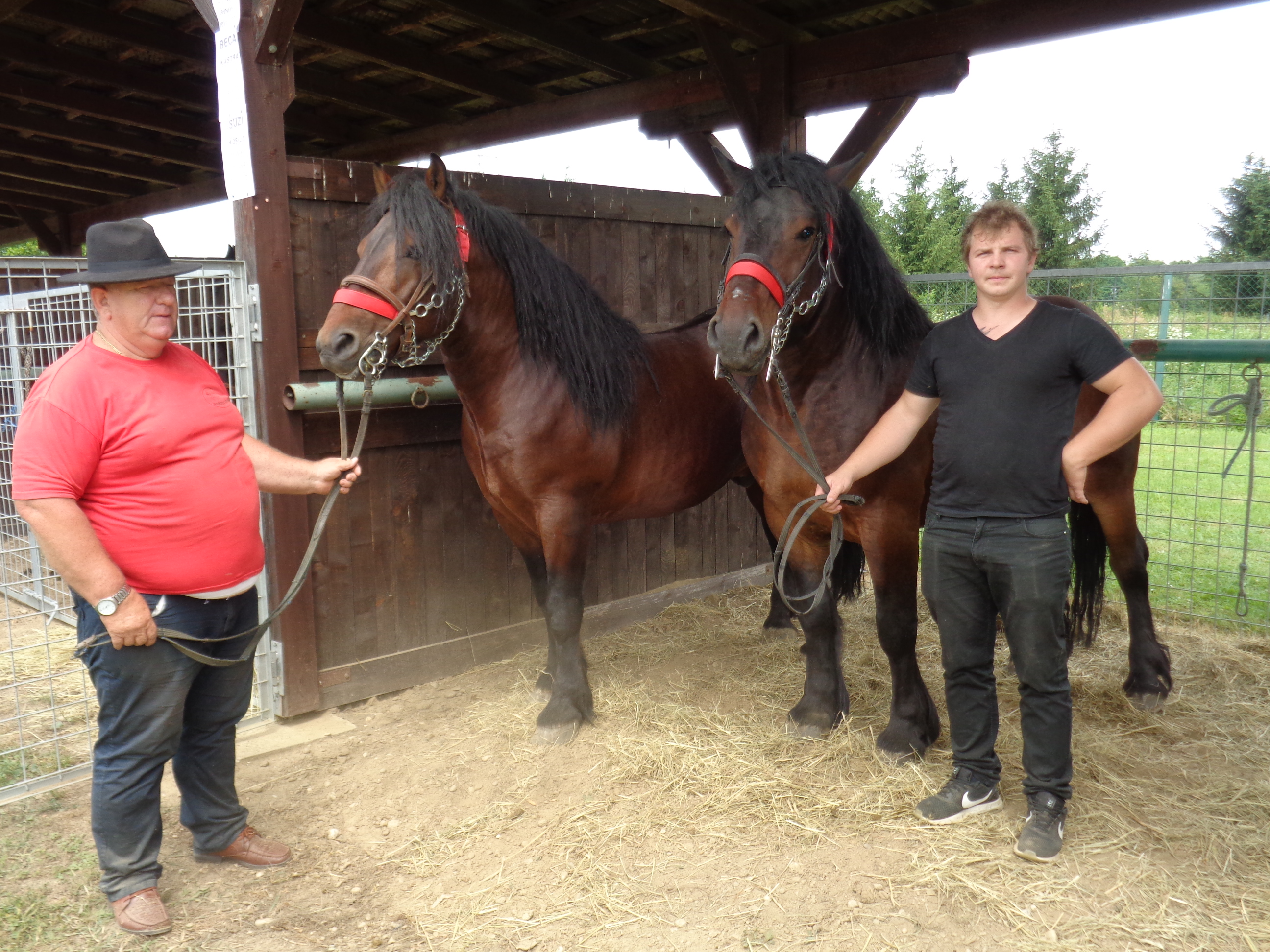

## Egenskaper
Det kroatiska kallblodet är en kompakt och muskulös häst med kraftig nacke och bred rygg. Men hästarna är väldigt vänliga och lugna i sinnet och är dessutom lätthanterliga och billiga i drift. Rasen har även snabb galopp och trav i jämförelse med andra kallblod men trots att rasen används till jordbruk har den ingen överdriven dragstyrka.